# Villard-sur-Doron
Villard-sur-Doron – miejscowość i gmina we Francji, w regionie Owernia-Rodan-Alpy, w departamencie Sabaudia.
Według danych na rok 1990 gminę zamieszkiwały 554 osoby, a gęstość zaludnienia wynosiła 25 osób/km² (wśród 2880 gmin regionu Rodan-Alpy Villard-sur-Doron plasuje się na 1097. miejscu pod względem liczby ludności, natomiast pod względem powierzchni na miejscu 419.).